# Brachypauropus hamiger
Brachypauropus hamiger är en mångfotingart som beskrevs av Robert Latzel 1884. Brachypauropus hamiger ingår i släktet Brachypauropus och familjen Brachypauropodidae. Inga underarter finns listade i Catalogue of Life.